# Nama biflorum
Nama biflorum är en strävbladig växtart som beskrevs av Jacques Denys Denis Choisy och Dc. Nama biflorum ingår i släktet Nama och familjen strävbladiga växter. Inga underarter finns listade i Catalogue of Life.